# Maisalga, Basavakalyan
Maisalga là một làng thuộc tehsil Basavakalyan, huyện Bidar, bang Karnataka, Ấn Độ.